# 段思平
大理太祖段思平（白語：Duainb Six-pienp，893年—944年），生於太和城（今雲南大理），大理國的開國皇帝，其家族世代為南詔武將，父為南诏布燮段保隆，母為白姐阿妹（又作「阿垣」）。段思平因為累積軍功而升任為大义宁通海節度使。楊干貞奪趙善政之位，干貞之弟楊詔譖思平有帝王之相，干貞於是追殺思平。以“减尔税粮半，宽尔役三载”为号召，联合奴隶和农奴起事。會善政臣守高方、段思平友好，派人接思平，思平之弟段思良、軍師董迦羅前來加以保護思平向東方的黑爨三十七蠻部借兵。以赦免徭役为条件，取得滇东三十七部的支持，会盟于石城（今云南曲靖），討伐楊干貞。937年，攻破太和城（在今大理城北），滅大義寧，建立大理國，建元文德，該年段思平為44歲。仍都大理（羊苴咩城，今大理城）。在位后改革，“尽逐杨氏邪臣，罪大者正罚爽，表暴贞良。更易制度，损除苛令”。于是远近归心，奉其约束，把南诏末朝以来各部族、部落分裂、战乱的局面重新统一起来。又大行分封，封爨氏于巴甸（通海），封高氏于巨桥（昆阳），封董氏于成纪（永胜)。三十七蛮部也得到封赏。天福3年封董迦羅為相國，封高方為岳侯。在位期间实行封建分封制，设立八府、四郡、三十三部，社会生产力获得发展。笃信佛教，在位八年，年年建寺，铸佛万尊。死後諡聖神文武皇帝，廟號太祖。由子段思英继位。

## 源流
清朝王崧《大理世家》認為大理段氏為漢朝段熲後代。張澍《姓氏尋源》中，認為大理段氏源出段部鮮卑。